# Karel Van Miert
Karel Van Miert (Oud-Turnhout, 1942 - Beersel, 2009) fou un polític flamenc, militant del partit socialdemòcrata Sp.A que exercí el càrrec de Vicepresident de la Comissió Europea entre 1993 i 1995.

## Biografia
Va néixer el 17 de gener de 1942 a la ciutat de Oud-Turnhout, població situada a la província d'Anvers. Va estudiar ciències polítiques a la Universitat de Gant, en la qual es va llicenciar el 1966.
Membre del Consell d'Administració de Vivendi, ha estat membre del consell d'administració de diverses empreses i, des del juliol de 2006 és membre del grup think tank fundat per Jacques Delors l'any 1996.
Morí el 22 de juny de 2009 a Beersel, a l'edat de 67 anys, degut a les ferides causades per una caiguda des de dalt d'una escala mentre treballava al seu jardí.

## Activitat política
Membre del Socialistische Partij Anders, l'any 1976 es va convertir en secretari adjunt nacional i dos anys més tard es va convertir en president del seu partit. El 1979 fou escollit eurodiputat al Parlament Europeu, càrrec que va mantenir fins al 1985. Aquell any abandonà el Parlament Europeu per esdevenir diputat a la Cambra de Representants de Bèlgica, càrrec que va exercir fins a l'any 1989.
El 1989 fou nomenat Comissari Europeu del Transport i d'Assumptes dels Consumidors en la Comissió Delors II. El 1993 va esdevenir Vicepresident de la Comissió i Comissari Europeu de la Competència en la Comissió Delors III, càrrec aquest últim que conservà en la Comissió Santer l'any 1995.